# Walzmühle (Königsberg)

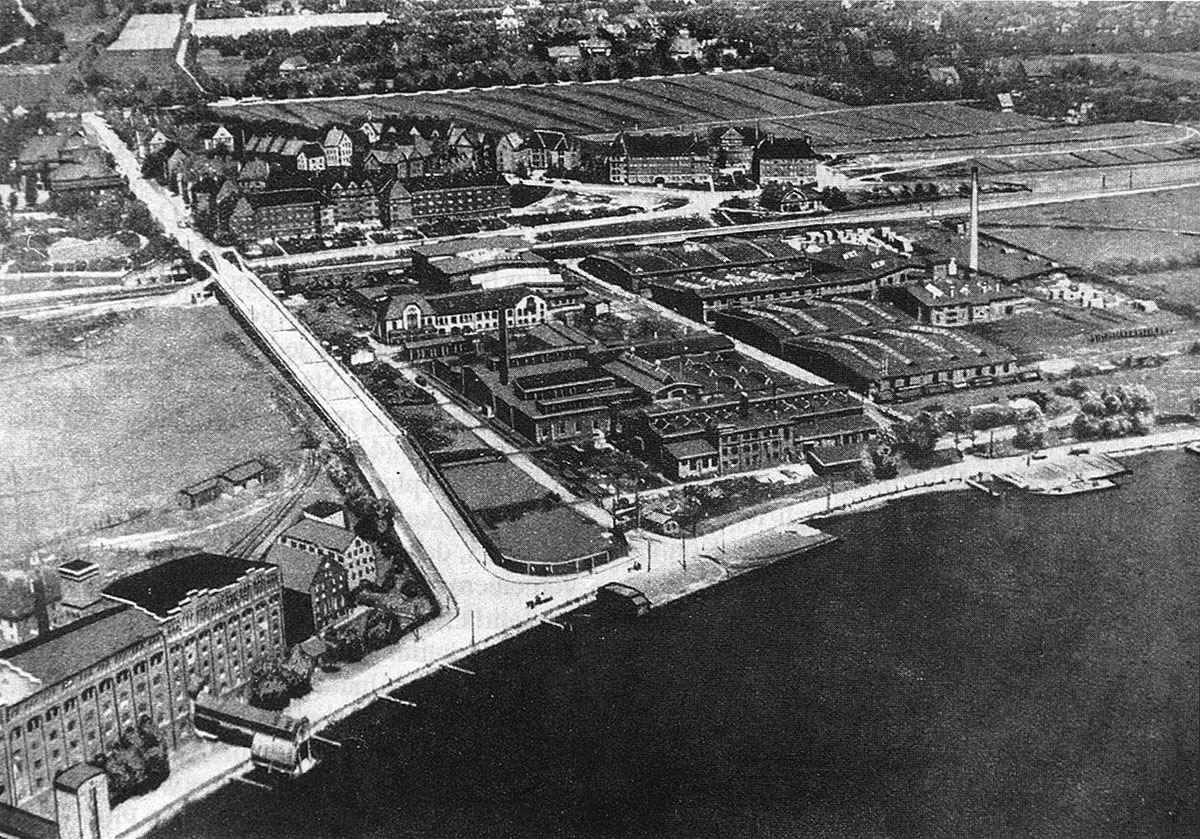
Walzmühle (unten links) im Jahr 1920

Die Walzmühle in Königsberg war die größte jemals gebaute Roggenmühle.
1890 in Rathshof (Holsteiner Damm 104–115) gebaut, verarbeitete sie jährlich 43.000 Tonnen meist russischen Roggen. Das vermahlene Getreide wurde als Mehl exportiert, die Kleie der Landwirtschaft zugeführt. Die Königsberger Mühlenwerke verkauften sie 1927 an die Brüder Gustav und Erich Karow.